# Бира (Муреш)
Бира (рум. Bâra) — село у повіті Муреш в Румунії. Входить до складу комуни Берень.
Село розташоване на відстані 255 км на північ від Бухареста, 23 км на схід від Тиргу-Муреша, 99 км на схід від Клуж-Напоки, 116 км на північний захід від Брашова.

## Населення
За даними перепису населення 2002 року у селі проживали 163 особи, з них 159 осіб (97,5%) угорців. Рідною мовою 160 осіб (98,2%) назвали угорську.